# Theodor von Falkenhayn
Theodor Arnošt Adam hrabě von Falkenhayn (německy Theodor Ernst Adam Graf von Falkenhayn, uváděn též jako Falkenhain) (7. února 1811 Opava – 24. dubna 1887 Kyjovice) byl rakouský šlechtic, rakousko-uherský politik, státní úředník a mecenáš. Byl majitelem velkostatku Kyjovice ve Slezsku, kde se dlouhodobě uplatňoval v různých sférách veřejného života, v letech 1861–1869 byl poslancem slezského zemského sněmu. 

## Životopis

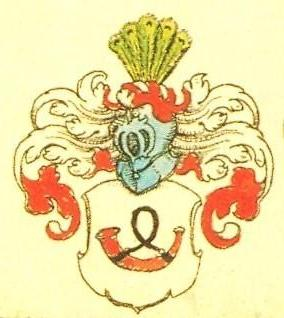
Erb rodu Falkenhaynů

Pocházel ze starého šlechtického rodu Falkenhaynů povýšeného v roce 1689 do hraběcího stavu. Patřil ke slezské linii, narodil se jako jediný syn c. k. komořího Arnošta Falkenhayna (1754–1841) a jeho druhé manželky Marie, rozené baronky Königsbrunnové (1780–1819). Studoval na Tereziánské akademii ve Vídni a poté působil jako úředník u moravského zemského gubernia, v letech 1837–1841 byl krajským komisařem v Opavě. V roce 1839 byl jmenován c. k. komořím. Po otcově úmrtí rezignoval na státní službu a začal se věnovat správě rodových statků. Hlavním sídlem byl zámek Kyjovice přestavěný Theodorovým otcem v první polovině 19. století v empírovém slohu.

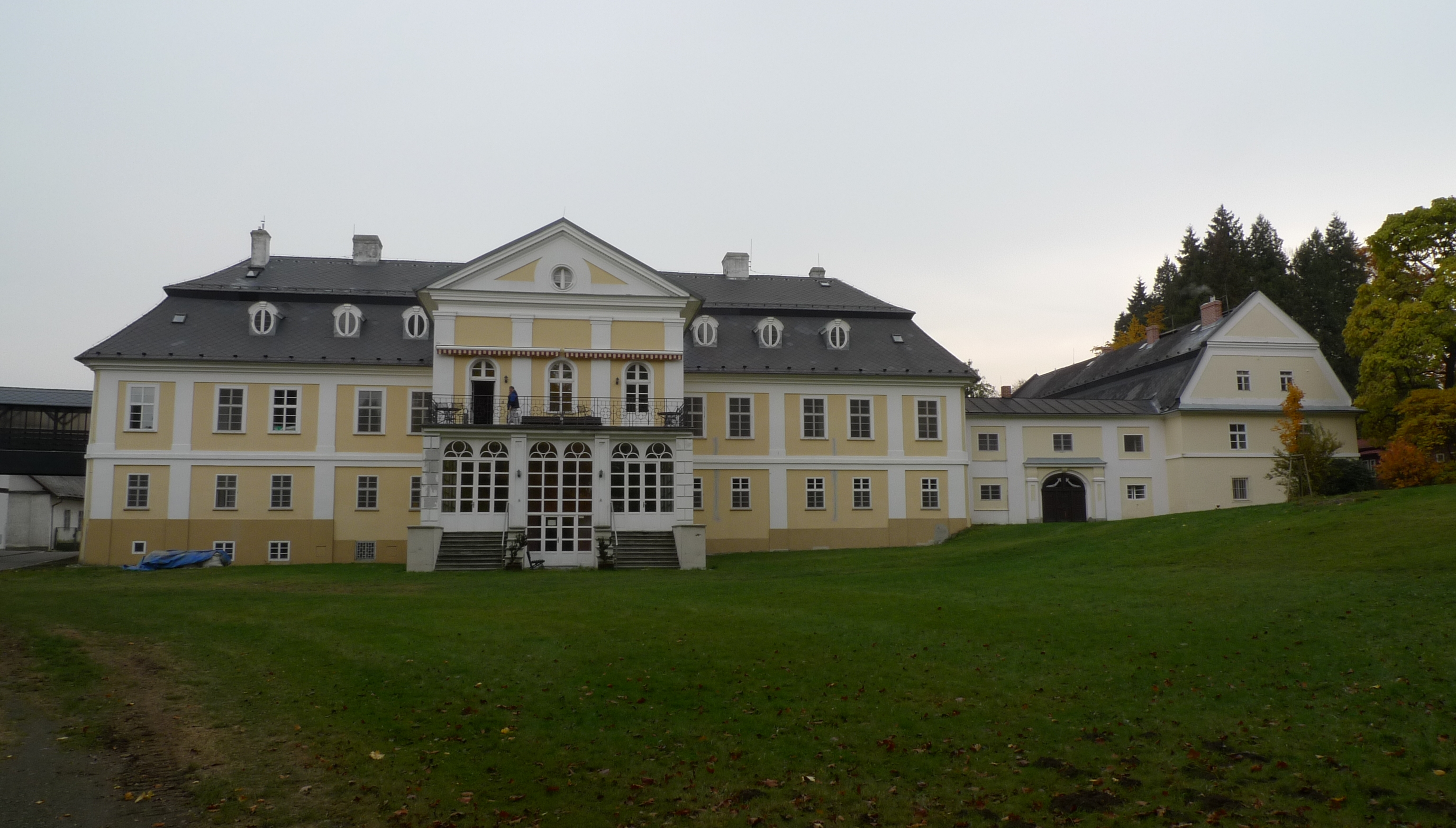
Zámek Kyjovice, sídlo rodu Falkenhaynů

Během revoluce v roce 1848 se zapojil do politiky a v letech 1848–1851 zasedal ve Slezském konventu rozpuštěném v roce 1851. Jako majitel velkostatku se mezitím začal věnovat problematice zemědělství, byl spoluzakladatelem a prvním prezidentem Rakousko-slezské zemědělské společnosti v Opavě (Österreichisch-schlesischer Landwirtschaftsverein). Později byl v letech 1861–1869 poslancem slezského zemského sněmu, kam byl dvakrát zvolen za velkostatkářskou kurii. Na půdě sněmu proslul především v roce 1866 neúspěšným návrhem na zřízení biskupství v Opavě. V letech 1867–1869 byl i přísedícím zemského výboru, ale ještě před koncem volebního období rezignoval v roce 1869 ze zdravotních důvodů na všechny funkce. V roce 1866 obdržel za zásluhy Řád železné koruny II. třídy. Mimo jiné byl mecenášem katolické církve a z vlastních prostředků nechal postavit kostel Nanebevzetí Panny Marie v Těškovicích (1863).
Zemřel 24. dubna 1887 na svém zámku v Kyjovicích, spolu s manželkou je pohřben u zdi kostela sv. Martina v Pusté Polomi.

## Rodina
V roce 1843 se oženil s baronkou Idou von Hauer (1820–1887), dcerou zemského prezidenta v Haliči Franze von Hauera (1777–1822). Z manželství se narodila jediná dcera Berta (1844–1915), která byla dědičkou velkostatku Kyjovice a manželkou hraběte Friedricha Leopolda Stolberg-Stolberga (1836–1904). K velkostatku Kyjovice patřilo v té době 1 764 hektarů půdy Friedrich Leopold Stolberg-Stolberg obohatil zámecký park v Kyjovicích dovozem vzácných dřevin. Majitelem kyjovického velkostatku byl do roku 1945 syn Friedrich Stolberg (1877–1954), který se v době první republiky uplatnil jako německý křesťansko-sociální politik a senátor Národního shromáždění.
Theodorovi bratranci z rakouské linie Falkenhaynů, Franz (1827–1898) a Julius (1829–1899), se uplatnili v politickém životě na celostátní úrovni Rakouska-Uherska.